# ホオジロガモ属
ホオジロガモ属（ホオジロガモぞく、学名 Bucephala）は、鳥綱カモ目カモ科に属する属。
学名は、古代ギリシア語でβοῦς・κέφαλος (牛・頭）の由来。

## 分布
北半球

## 分類
以下の分類・英名は、HBW and BirdLife International Illustrated Checklist of the Birds of the Worldに従う。和名は、黒田長久（1980年）による。
- Bucephala albeola　ヒメハジロ　Bufflehead LC IUCN
- Bucephala clangula　ホオジロガモ　Common goldeneye LC IUCN
- Bucephala islandica　キタホオジロガモ　Barrow's goldeneye LC IUCN

## 画像

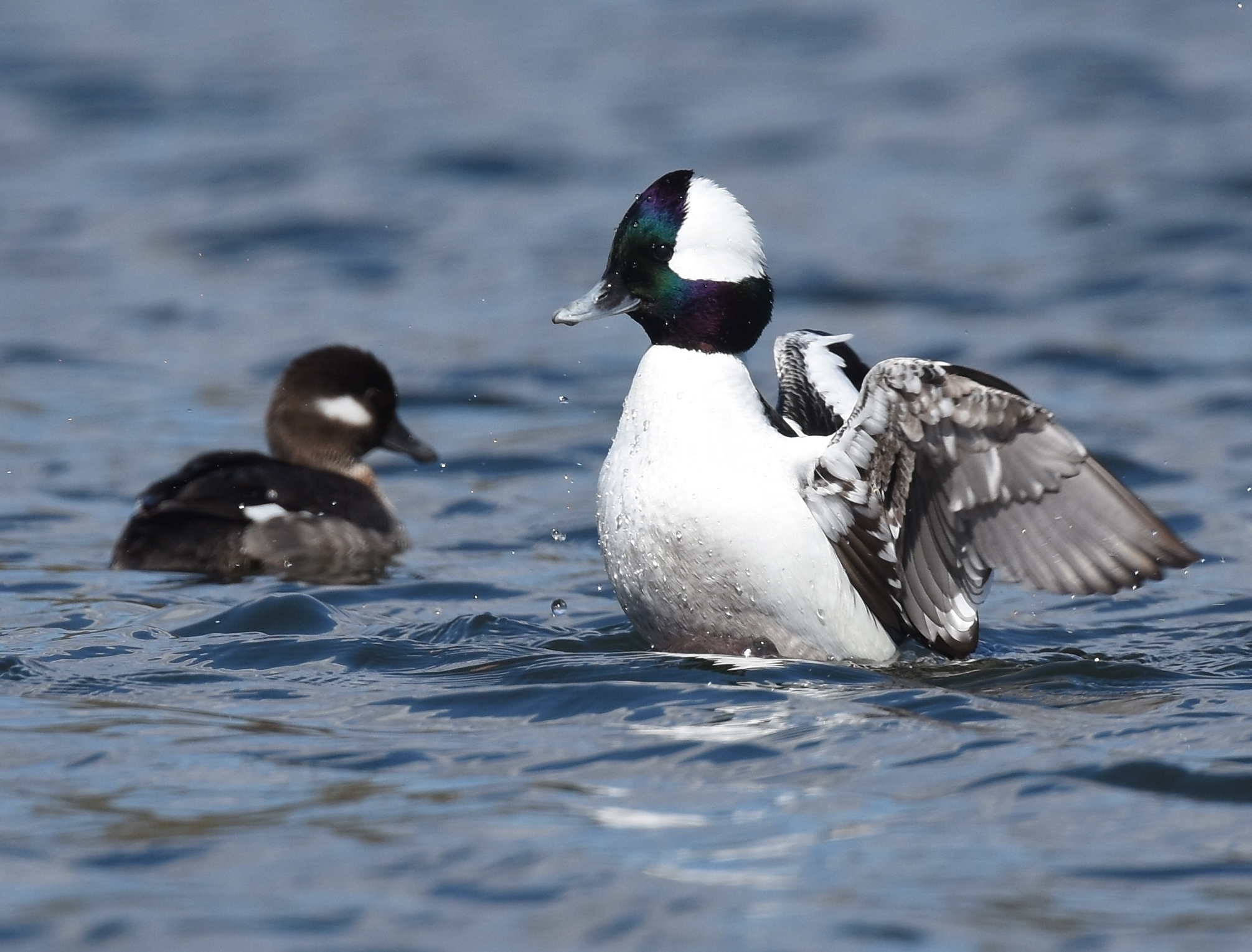
ヒメハジロ B. albeola
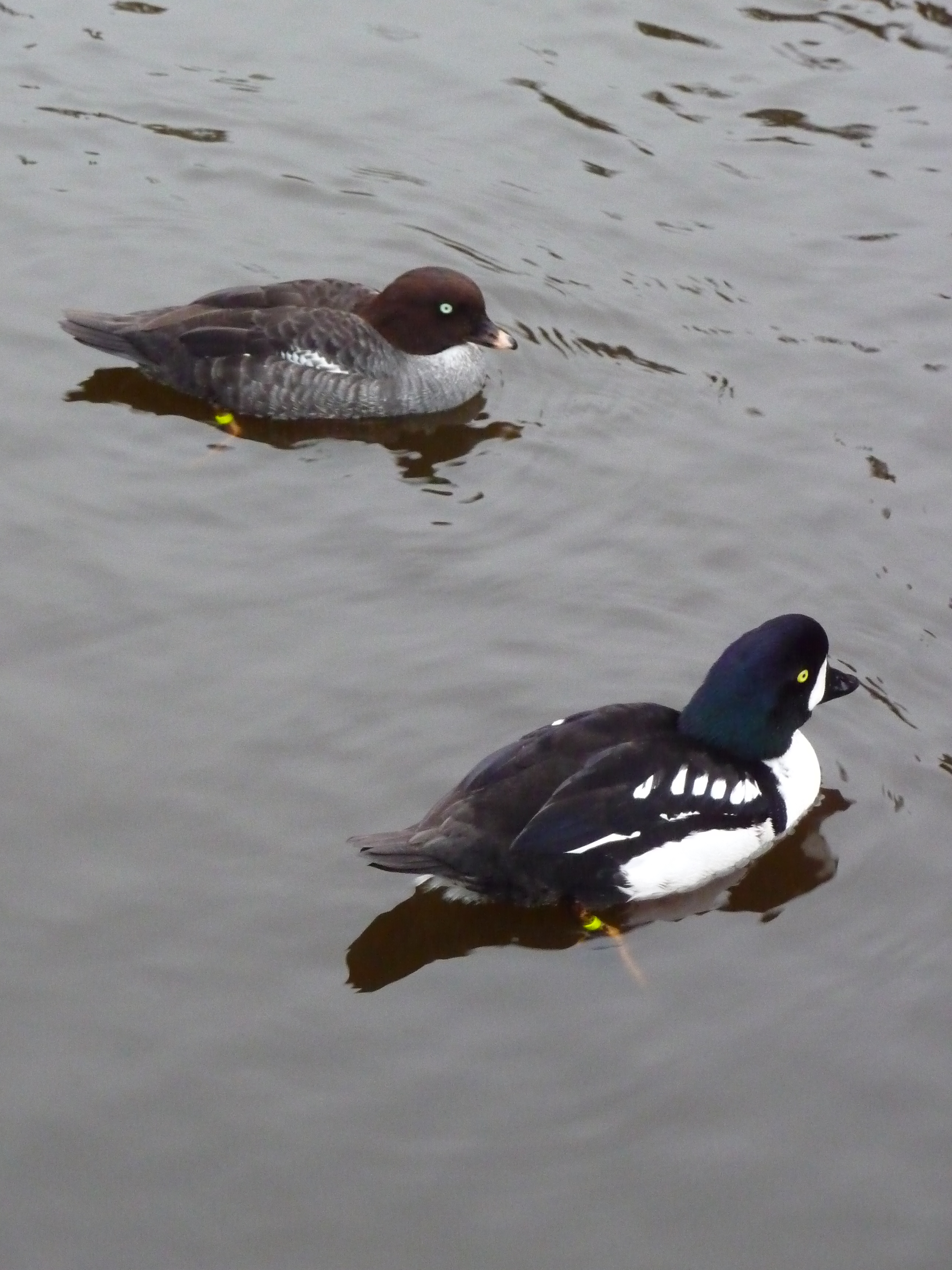
キタホオジロガモ B. islandica